# Parafia Świętych Apostołów Piotra i Pawła w Kamiennej Górze

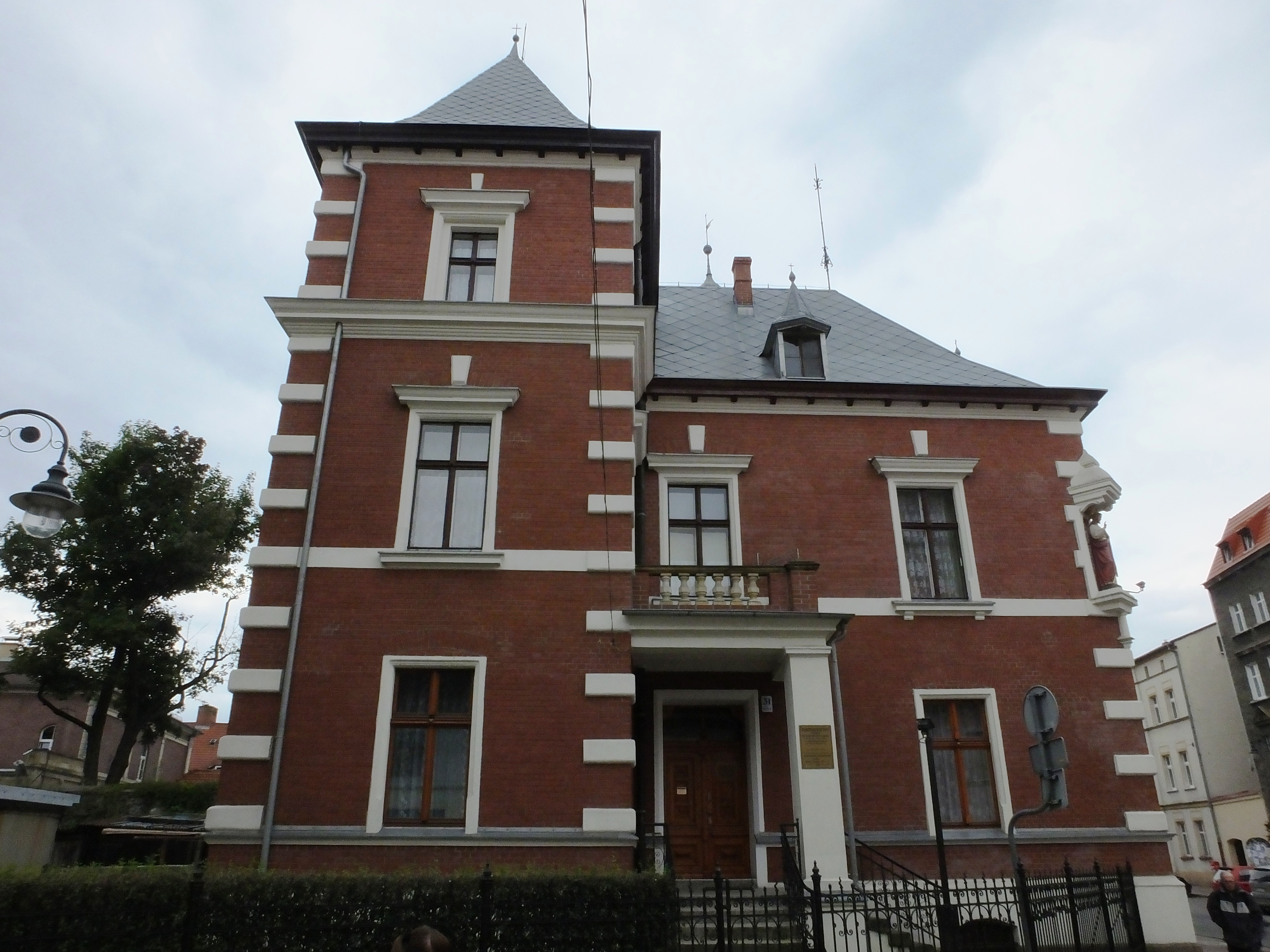
Plebania

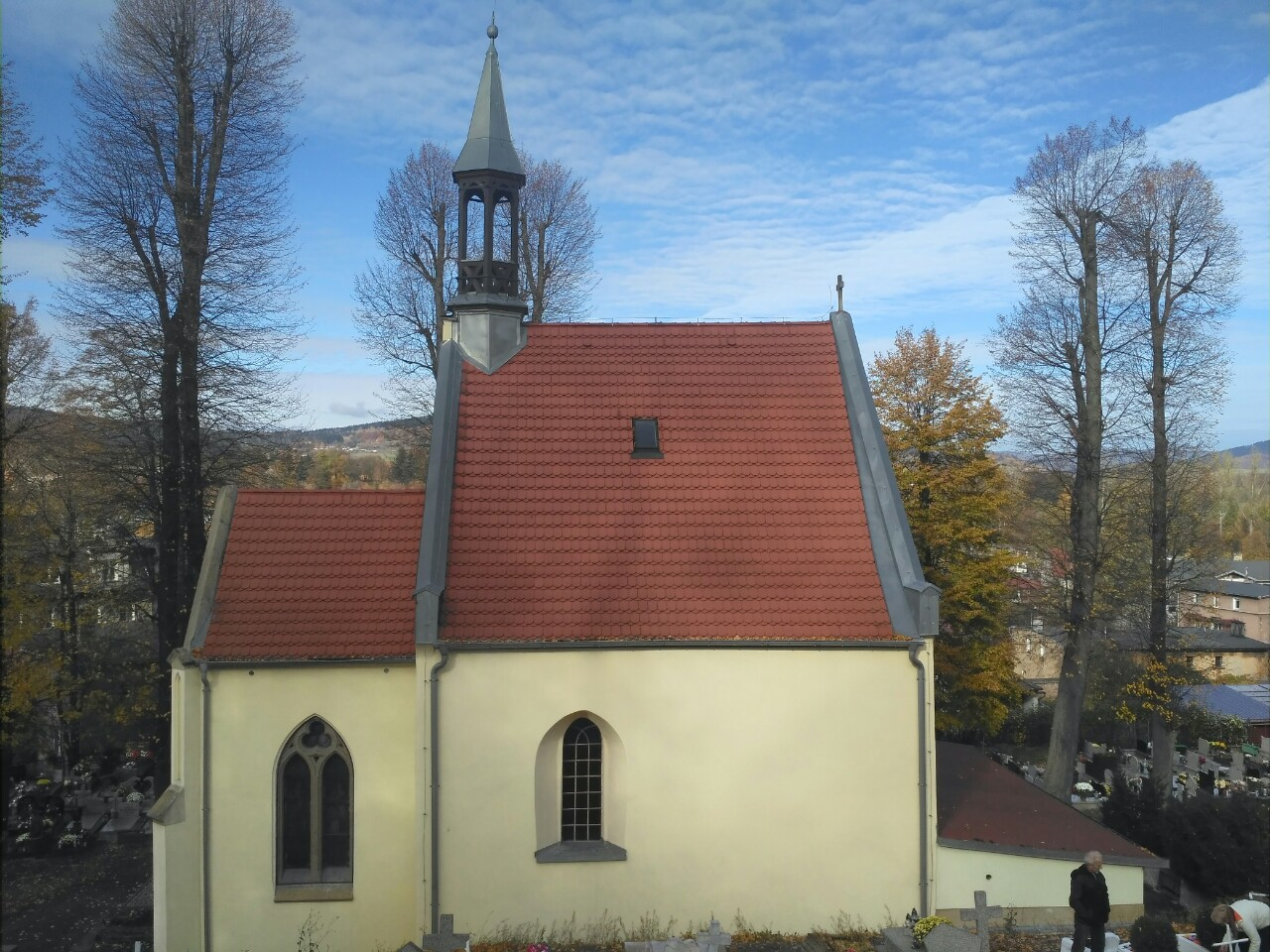
Kościół pomocniczy pw. Bożego Ciała – kaplica cmentarna

Parafia Świętych Apostołów Piotra i Pawła w Kamiennej Górze – znajduje się w dekanacie Kamienna Góra Wschód w diecezji legnickiej. Jej proboszczem jest ks. Mateusz Kopania. Obsługiwana przez księży diecezjalnych. Erygowana 2 stycznia 1301 r. Jest najstarszą w mieście.

## Historia

### od 1945
W 1945 r. większość terenów Śląska została wyzwolona w wyniku ofensywy styczniowo-marcowej. Jednak rejon kotlin: kłodzkiej, jeleniogórskiej oraz kamiennogórskiej pozostawał nadal w rękach niemieckich. Armia Czerwona nacierała w 1945 r. głównie w kierunku Berlina i Wiednia, mniej uwagi poświęcając terenom górskim Czechosłowacji. Wyzwolenie tych terenów nastąpiło dopiero w końcowym etapie II wojny światowej, w wyniku tzw. „operacji praskiej”, która miała na celu oswobodzenie reszty ziem czeskich i polskich. 9 maja 1945 r. do miasta wkroczyły pierwsze oddziały Armii Czerwonej, zajmując je bez boju, a następnie wyzwoliły całą Kotlinę Kamiennogórską. Po oswobodzeniu miasta, w połowie maja 1945 r. do Kamiennej Góry zaczęła napływać ludność polska głównie z terenów Nowosądecczyzny, Łodzi i Starachowic, zasilana następnie repatriantami ze Związku Radzieckiego. Pierwsza grupa licząca 16 osób przybyła do Kamiennej Góry 19 maja 1945 r. z zadaniem zorganizowania życia społeczno-administracyjnego, była to grupa operacyjna. U podstaw osadnictwa polskiego na Ziemiach Zachodnich znalazły się dwie główne przesłanki: polityczna, którą była zmiana granic Polski, oraz ekonomiczna i demograficzna, jaką było przeludnienie centralnych i południowych województw kraju.
Ośrodkiem życia religijnego w Kamiennej Górze był od samego początku kościół parafialny św. Ap. Piotra i Pawła, który poza niewielkimi uszkodzeniami ocalał z II wojny światowej. Sama Kamienna Góra wyszła z działań wojennych bez zniszczeń ponieważ nie toczyły się tutaj żadne walki. Pierwszym polskim duszpasterzem przybyłym do Kamiennej Góry 27 sierpnia 1945 r. był ks. Bronisław Gawryś, prezbiter diecezji sandomierskiej (ur. 1900, wyśw. w 1925 r. w Siedlcach, zm. 1961), który w latach 1945–1953 był administratorem parafii oraz dziekanem. Ks. Bronisław zamieszkał w budynku kościelnym obok plebanii, gdzie przebywał jeszcze duszpasterz niemiecki, z którym stosunki ułożyły się poprawnie, spokojnie i po kapłańsku. We wrześniu 1945 r. w Kamiennej Górze było już przeszło 4 tys. Polaków. Ówczesny duszpasterz tak scharakteryzował wiernych oraz warunki pracy:

Element naogół niezły, dla duszpasterstwa jednak dość ciężki. (...) Wrogiego odnoszenia się do Kościoła, czy pracy duszpasterskiej nie zauważyłem. Wioski mają poczciwy nasz lud, co to niechętnie chodzi na nabożeństwa „niemieckie”, mało garnie się do konfesjonałów księży niemieckich posiadających język polski. Za to kiedy przyjeżdżam do nich, przychodzą tłumem, płaczą przy rozpoczęciu nabożeństwa. Z krańca powiatu przyjeżdżają do Kamieniogóry, aby im udzielić ślubu, ochrzcić dzieci (...), nie możemy objąć całego powiatu. W parafii Kamieniogóra też przybywa pracy coraz więcej, niedługo ruszy szkoła powszechna, gimnazjum, będzie konieczną rzeczą objęcie godzin, ile się da. Próbujemy zorganizować chór kościelny, jest na miejscu duży szpital powiatowy, który trzeba odwiedzać raz w tygodniu...

Dochody z posługi kapłańskiej były małe i nie pokrywały kosztów utrzymania, ponieważ wierni byli bardzo biedni. Duszpasterz stołował się w jadłodajni dla urzędników Państwowych Urzędu Repatriacyjnego, gdyż nie wydawano jeszcze wtedy w mieście indywidualnych kart żywnościowych. Ks. Gawryś uskarżał się do kurii Wrocławskiej na brak książeczek do nabożeństwa, tajemnic różańcowych i samych różańców. Młodzież dopominała się organizacji religijnych: Sodalicji Mariańskiej, Koła Różańcowego, lecz brak drugiego kapłana uniemożliwiał rozwinięcie pracy duszpasterskiej.
Rozwój przemysłu lekkiego, dający nowe miejsca pracy, powodował systematyczny napływ ludności z okolicznych wiosek oraz całej Polski. Zwiększyła się przez to liczba wiernych, która w 1959 r. wynosiła 17 tys. Mimo sześciu mszy św. odprawianych w niedzielę, kościół św. Ap. Piotra i Pawła nie mógł zapewnić wygodnego uczestnictwa z racji szczupłości miejsca. Dało się to szczególnie odczuć w czasie wizytacji kanonicznej przeprowadzonej przez bpa Andrzeja Wronkę w asyście ks. Wincentego Urbana. Jednym z głównych zaleceń powizytacyjnych było przejęcie opuszczonego przez protestantów Kościoła Łaski, którego wnętrze mogło pomieścić 4 tys. wiernych. Zadanie było dość ułatwione przez październikową odwilż i w gruncie rzeczy dość życzliwe nastawienie miejscowych władz do Kościoła.

## Zasięg parafii
Do parafii należą wierni mieszkający w następujących miejscowościach: Kamienna Góra (ulice: Asnyka, Bohaterów Getta, Boczna, Broniewskiego, Browarowa, pl. Browarowy, Chopina, Drzymały, Fabryczna, pl. Grunwaldzki, Jana Pawła II, Jedwabna, Jeleniogórska, Jesionowa, Krótka, Lipowa, Lompy, Łączna, Łużycka, Magazynowa, Miarki, Mickiewicza, Młyńska, Mostowa, Nadrzeczna, Ogrodowa, Okrzei, Parkowa (2,4), Polna, Rybna, Sienkiewicza, Słowiańska, Spacerowa, Sportowa, Stara, Szkolna, Szpitalna, ks. Ściegiennego, Towarowa, Wałbrzyska (2), Waryńskiego (1-36), Al. Wojska Polskiego, pl. Wolności, Zamkowa, Zielona, Żeromskiego, Żytnia), Osiedle Antonówka, Janiszów, Dębrznik i Ptaszków. Parafia posiada też trzy budynki: plebanię zbudowaną z cegły w latach 1893–1894, przy ul. Karola Miarki 31, organistówkę z salami katechetycznymi, przy ul. Karola Miarki 24 i dom parafialny, przy ul. Karol Miarki 29.

## Wspólnoty[6]
- 11 róż różańcowych
- schola dziecięca
- chór męski
- Stowarzyszenie Rodzin Katolickich
- Katolickie Stowarzyszenie Młodzieży

## Cmentarz
- Komunalny przy ul. Katowickiej. Na cmentarzu pochowani zostali między innymi księża: Paul Ernst Scholz (ur. 22.08.1863 we Wrocławiu[7], wyś. 23.06.1890, zm. 7.02.1936[8], od 21.09.1899 do 7.02.1936 – proboszcz parafii), Edmund Balasiński, Stanisław Książek oraz zakonnik Paweł Szczepanek OSCam.
- Kościół cmentarny pw. Bożego Ciała z 1560 r. (remontowany i restaurowany: 1814[9], 1971[10], 2009[11]). Służy do liturgii pogrzebowej. Odbywają się w nim msze św. za zmarłych ze wszystkich parafii Kamiennej Góry.

## Proboszczowie

### przed 1945 r. (lista niepełna)
- Reinko (Reynko, Heynko) – pierwszy znany pleban miejscowej parafii (w dokumencie z 22.10.1295 r. wystąpił jako kapelan książęcy)[12]
- o. Georg Malachiasz Schrom OCist – latach 1629–1646[13]. Znany jako proboszcz w 1645[14]
- dokument z 1688 r. mówiący o plebanie miejskim Tobiaszu[15]
- ks. Leopold Lassel von Kliman – 1660/61[13]
- ks. Johann Valentin Weiner – zm. 1703[14]
- ks. Franz Ignatz Kaminski – zm. 1746[14]
- ks. Joseph Windt – znany jako proboszcz w 1748[16], 1757[17], 1766[18] – zm. 1768[14]
- ks. Ignatz Rother – zm. 1774[14]
- ks. Joseph Wünsch – zm. 1791[14]
- ks. George Weber – znany jako proboszcz w 1799[19], 1802[20]
- ks. Heinrich Förster 1828[21] – 1837
- ks. Joseph Klopsch – ust. 10.03.1838[22]
- ks. Karl Hausse – ust. 16.08.1851[23], zm. na atak serca w 1880[24]
- 27.03.1880 – 17.08.1886 – vacat na urzędzie proboszcza[25]. W tym czasie p.o. proboszcza jest ks. Heinrich Puschmann
- ks. Heinrich Puschmann – ust. 17.08.1886[26]
- ks. Paul Scholz – ust. 21.09.1899[8]
- ks. Bernhard Görlich – ust. 26.01.1937[27]

### po 1945 r.[28]
- 1. ks. Bronisław Gawryś 1945-1953
- 2. ks. Mieczysław Krzemiński 1953-1957
- 3. ks. Henryk Samoluk 1957-1958
- 4. ks. Józef Szyca 1958-1967[29]
- 5. ks. Kazimierz Malinoś 1967-1979[30].
- 6. ks. Edmund Balasiński 1979-1988
- 7. ks. Jerzy Budnik 1988-1995
- 8. ks. Edward Bigos 30.03.1995[31] – 26.06.2023
- 9. ks. Mateusz Kopania 26.06.2023 -

## Powołania duchowne po 1945 r.
- ks. ppor. Bolesław Robaczek
- o. Zygmunt Dowlaszewicz OFMConv
- bp Stanisław Dowlaszewicz OFMConv
- ks. Marek Rydzy
- ks. Paweł Szajner
- ks. Piotr Szajner
- ks. Janusz Wierzbicki
- o. Paweł Szczepanek OSCam (1961-1999)[32]
- ks. Marek Kościński
- ks. Paweł Paździur
- s. Andrzeja Salabura CSSE
- s. Edyta Skrodzka CSSE
- s. Urszula Myjak USJK
- s. Wiesława Godlewska USJK
- s. Ewa Żeliszewska
- s. Tymoteusza Brożyna

## Zabytkowe obiekty sakralne na terenie parafii

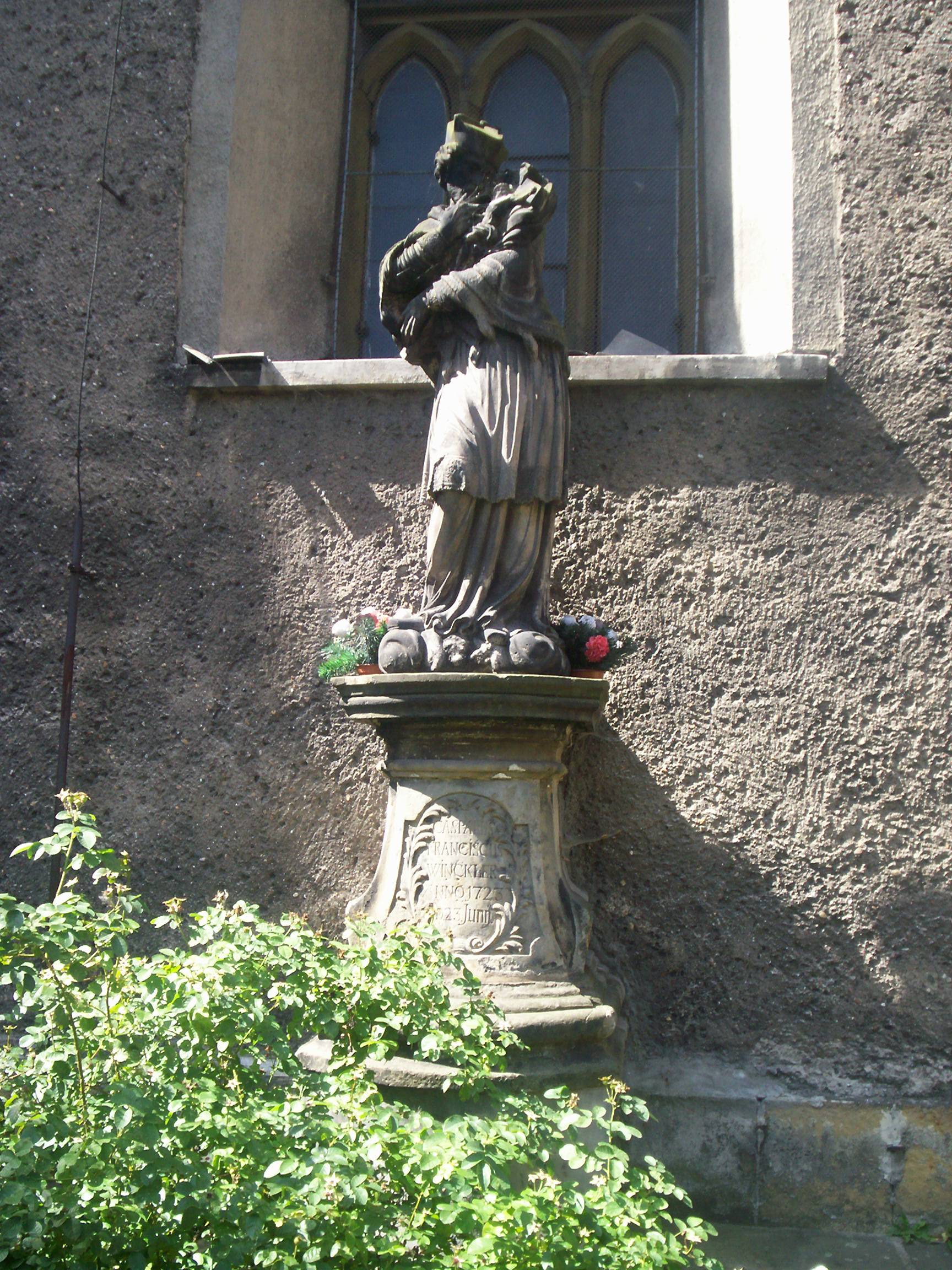
Figura św. Jana Nepomucena

Figura św. Jana Nepomucena wykonana z piaskowca, umieszczona była w latach 1847–2020 przy ścianie absydy (za ołtarzem głównym) kościoła pw. Piotra i Pawła. Postać świętego naturalnej wielkości (wys. 182 cm), na postumencie (wys. 100 cm) widnieje nazwisko fundatora oraz data: „Kajetanus Franciskus Winkler, Anno 1723 D 13 Juni (tłum. Kajetan Franciszek Winkler, 13 czerwca 1723 r.)”. Figura wcześniej była umieszczona obok (nieistniejących już) murów miejskich. 15 października 2020 r. została zamontowana, a wcześniej odnowiona, przy skrzyżowaniu ul. Mostowej i Jana Pawła II w Kamiennej Górze.

## Liczba wiernych należących do parafii
- 1948 r. – 10, 800[35]
- 1952 r. – 13, 288[36]
- 1959 r. – 16, 800[37]
- 1965 r. – 23, 000[35]
- 1971 r. – 18, 570[38]
- 1979 r. – 12, 000[10]
- 1992 r. – 9, 300[39]
- 1997 r. – 10, 500[40]
- 2002 r. – 10, 500[28]
- 2017 r. – 9, 819[41]

## Wizytacja kanoniczna
- 1948 r. – ks. infułat Karol Milik[35]
- 1958 r. – bp Andrzej Wronka[42]
- 1964 r. – bp Wincenty Urban[43]
- 1979 r. – bp Adam Dyczkowski
- 1990 r. – bp Józef Pazdur
- 1998 r. – bp Stefan Regmunt[44]
- 2006 r. – bp Stefan Cichy[45]

## Ciekawostki[6]
- pierwotny kościół został wybudowany przez polskiego księcia Bolka. Na przestrzeni wieków był w rękach czeskich i niemieckich.
- w 1562 r. ks. Samuel Langenichel przeszedł wraz z cała parafią na wyznanie protestanckie. Parafia należała do protestantów do 1629 r.
- cennym zabytkiem sztuki jest tryptyk Świętej Anny z XVI w. w bocznym ołtarzu, przewieziony z kościoła Niepokalanego Poczęcia NMP w Raszowie
- w latach 1828–1837 proboszczem był Heinrich Förster, późniejszy biskup wrocławski
- z parafii pochodzi biskup Stanisław Dowlaszewicz, misjonarz w Boliwii
- na terenie parafii mieszka około 10 tysięcy mieszkańców, z czego ponad 3 tysiące to praktykujący katolicy
- ks. ppor. Bolesław Robaczek (ur. 27 września 1942 w Bołszowcach (województwo stanisławowskie), wyś. 25 czerwca 1967 r. w kościele parafialnym Piotra i Pawła, jest pierwszym po II wojnie światowej polskim księdzem wywodzącym się z Kamiennej Góry[46][47].)

## Kalendarium
- 1294 – budowa pierwotnego kościoła przez Bolko I Świdnickiego[48]
- 1426 – spalenie kościoła podczas walk z Husytami[49]
- 1560 – biskup wrocławski Baltazar von Promnitz zezwolił plebanowi Samuelowi Langnickelowi (albo Longe Nickel)[49] na budowę kaplicy pw. Bożego Ciała na przedmieściu[50]. (w 1562 r. pleban Samuel Langnickel stanął na czele gminy ewangelickiej i pociągnął za sobą znaczną część parafian)[9]
- 1562 – 6.03.1629, 1634 – 1637 – kościół w rękach ewangelików
- 1606 – zostaje zawieszony dzwon o wadze 1 tony[49]
- 1638 – spłonęło całe miasto oprócz kościoła[51]
- 1698 – kościół otrzymał nowe organy[52]
- 1837/94 – przebudowa wieży[49]
- 1882 – poświęcenie cmentarza przy ul. Katowickiej przez ks. Josepha Ullricha z Lubawki[53]
- 1885 – przebudowa kościoła[54]
- 7.06.1888 – do miasta przyjeżdża arcybiskup wrocławski Georg Kopp[55]
- 14.08.1888/5? – zainstalowano nowe 22-głosowe organy[55]
- 30.09.1904 – instalacja nowego (środkowego dzwonu) o wadze 650 kg[56]
- 30.05.1908 – wizyta w parafii kard. Georga Koppa[57]
- 1969/72 – odgrzybiono mury kościoła, założono podtynkową instalację elektryczną, przełożono pokrycie dachowe oraz wprowadzono nową polichromię wnętrza, którą poświęcił 22.10.1972 r. bp Wincenty Urban[10]
- 1976 – przeprowadzono remont elewacji zewnętrznych[10]
- 23 – 24.05.1993 – nawiedzenie kopii cudownego obrazu MB Częstochowskiej[58]
- 1996 – zakupiono energooszczędne żarówki do kościoła[59]
- sierpień 1996 – nawiedzenie kopii ikony Matki Bożej Łaskawej z Krzeszowa[60]
- marzec 1999 – misje święte prowadzone przez o. Ryszarda Kiełbasę CSsR[61]
- 2003 – wyremontowano hełm wieży i pokryto go blachą miedzianą[6]
- 17 – 19.04.2006 – wizytacja kanoniczna przeprowadzona przez bp. Stefana Cichego[45]
- 09/10.2017 – misje święte prowadzone przez o. Witolda Radowskiego i o. Józefa Szczecinę – redemptorystów z Tuchowa. Misje przeżywane były w duchu rocznic objawień maryjnych w Gietrzwałdzie (140 lat) oraz w Fatimie (100 lat) pod hasłem: „Idźcie i głoście”[62]

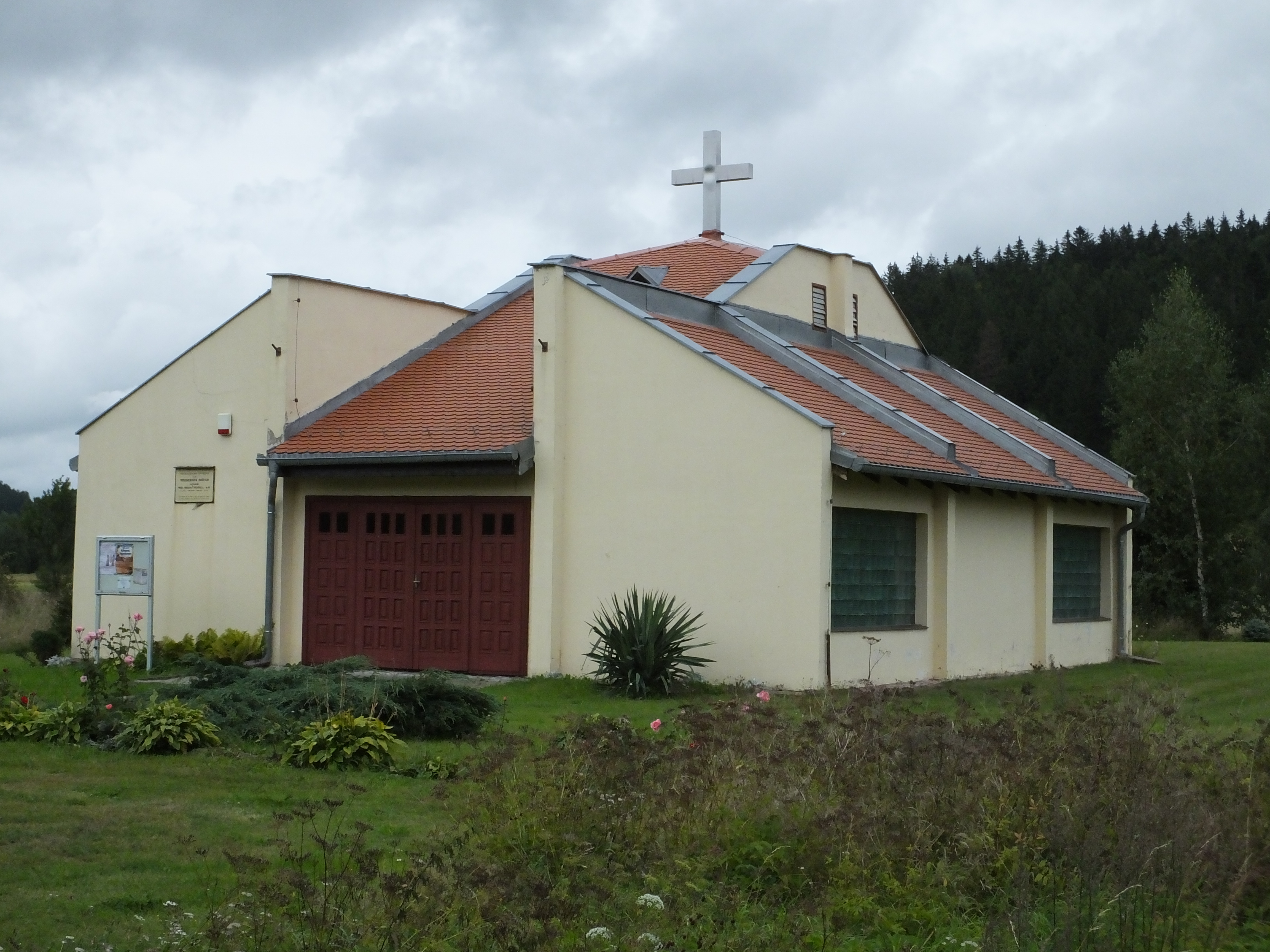
Kaplica Miłosierdzia Bożego w Janiszowie